# Fe y Alegria

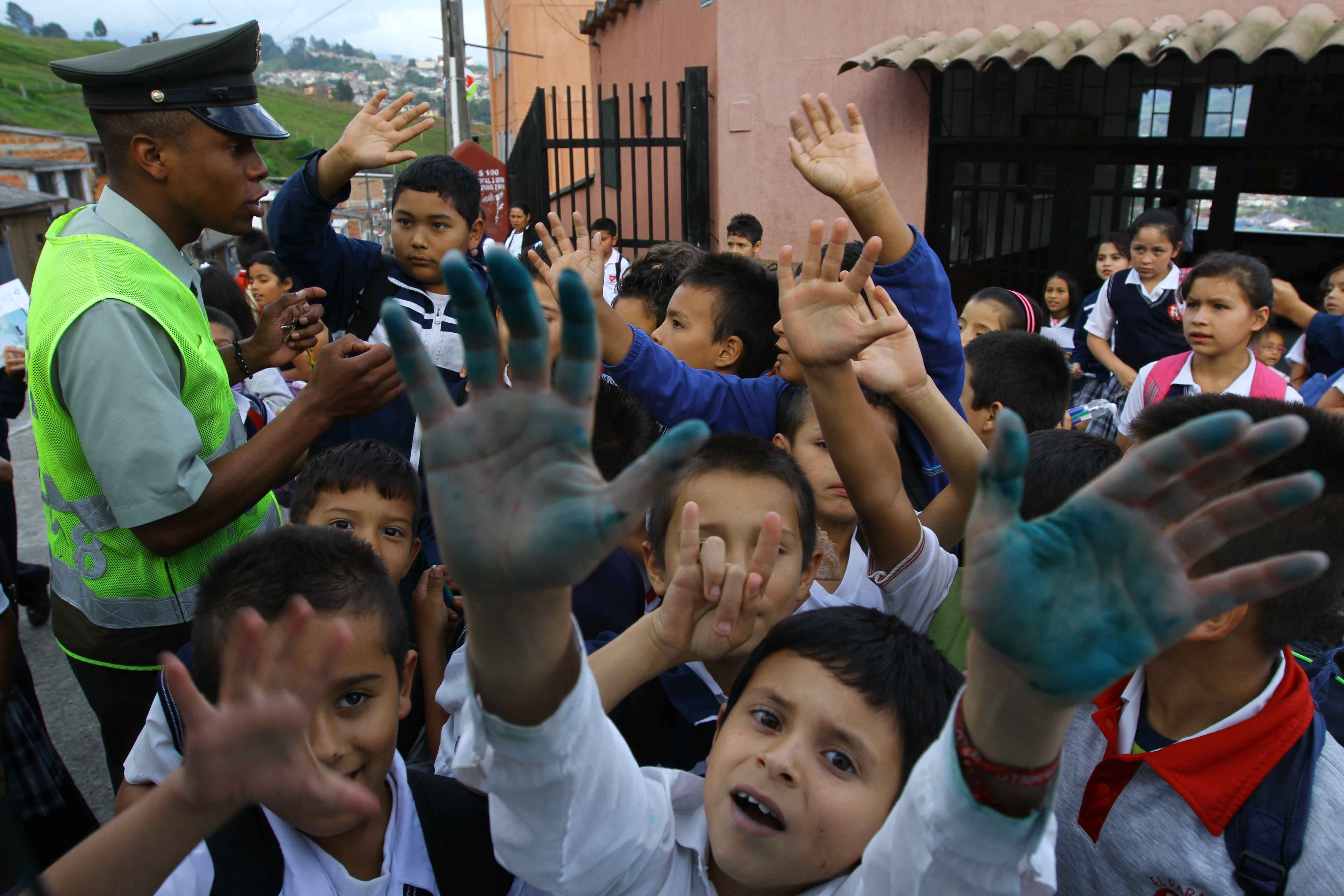
Groupe scolaire 'Fe y Alegria' à Manizales (Colombie)

Fe y Alegría (en français : Foi et Joie) est un mouvement social d’éducation populaire d’inspiration chrétienne, unissant alphabétisation et scolarisation à la conscientisation sociale et politique. Fondé en 1955, au Caracas, Venezuela, par le jésuite José María Vélaz (es) il s’est répandu dans presque tous les pays d’Amérique Latine. Il est formé aujourd’hui de 13 fédérations nationales. Depuis quelques années il s’est introduit en Europe (Espagne et Italie) et en Afrique (Tchad).   

## Histoire
Le 5 mars 1955, José María Vélaz, prêtre jésuite chilien, ouvre les portes de la première école de Fe y Alegria dans un bidonville de Caracas (Venezuela). C’est une nouveauté en ce sens que les enfants du bidonville ne sont pas emmenés dans les écoles de la ville (où ils ne sont pas à l’aise), mais une école s’installe dans leur quartier même, quelque pauvre qu’il soit.  Ainsi, commence ce qui évoluera en «Mouvement International d’éducation populaire intégrale et de promotion sociale ‘Fe y Alegria’».
Dans la recherche de réponses aux besoins urgents des jeunes et des communautés de quartier, le projet de ‘Fe y Alegría’ conduit à diverses initiatives en différents pays. Outre l'éducation préscolaire, primaire et secondaire, le mouvement s’engage en d'autres formes d'action pour le développement humain, tels que: des stations radiophoniques locales, des programmes d'éducation pour les adultes, le recommencement scolaire et la formation professionnelle, la formation moyenne et supérieure universitaire, la promotion des coopératives et des micro-entreprises, particulièrement celles qui ont une dimension de développement communautaire, des programmes de santé, et de culture autochtone, la formation d’enseignants de quartier avec publication de matériel scolaire adapté, etc.  Dans tous ces domaines, le mouvement agit à partir et avec les communautés locales défavorisées, en cherchant à compléter et soutenir l'action d'autres entités, publiques et privées.
Le mouvement se propage rapidement dans différents pays d’Amérique latine, dans les barrios et bidonvilles de leurs grandes villes : Équateur (1964), Panama (1965), Bolivie (1966), Pérou (1966), El Salvador (1968), Colombie (1971), Nicaragua (1974), Guatemala (1976), Brésil (1980), République dominicaine (1991), Paraguay (1992), Argentine (1996), Honduras (2000), Chili (2005), Uruguay (2009).
Il passe en France et en Europe en 1971. Et en Espagne, en 1985, où s’installe une plateforme pour le soutien et la diffusion du mouvement en Europe, en Afrique (au Tchad à partir de 2007) et ailleurs (à Haïti en 2006). Depuis 1999, sa mission est redéfinie pour relever de nouveaux défis dans le domaine de la coopération au développement, avec le nom de ‘Fondation Entreculturas-Fe y Alegría’.

## Aujourd'hui
On estime que, en 2005, le nombre d’étudiants et participants divers engagés dans le mouvement s’élève à 1.300.000 personnes. Fe y Alegria a un réseau de quelque 1510 ‘points d’insertion’ avec 2724 unités de service, 1.092 campus et 53 stations radiophonique.
Outre les jésuites de plusieurs pays d’Amérique latine et centrale qui sont actifs dans le mouvement depuis son origine, Fe y Alegria emploie à titre divers 38,318 personnes, dont la très grande majorité sont les laïcs, mais également des membres de congrégations religieuses (surtout féminines). Cela ne comprend pas les innombrables bénévoles actifs dans un programme particulier ou l’autre, à titre temporaire.  Si l’on compte les programmes radiophoniques de formation à distance il n’est pas impossible que le nombre de personnes touchées directement ou indirectement par Fe y Alegria atteigne les sept millions par an.